# Ioan Corneli
Ioan Corneli magyaros névalakban Corneli János, eredeti nevén Ioan Buţiu (Mezőkók, 1757. július 9. – Nagyvárad, 1848. szeptember 3.) az erdélyi iskolához tartozó román nyelvész, görögkatolikus prépost.

## Élete
Tanulmányait a bécsi Szent Borbála-kollégiumban (1781-1785), majd az egri (1785-1786) és ilyvói (1786-1787) szemináriumokban végezte. 1788-ban Balázsfalván szentelték pappá, és a nagyváradi görögkatolikus egyházmegyében kezdte pályáját; kanonok, majd prépost és a megyei iskoláknak felügyelője lett, 1840-től 1842-ig pedig ideiglenesen kormányozta az egyházmegyét.
A román-latin-magyar–német nagy szótár szerkesztésében élénk részt vett és azt 1825-ben, majdnem 30 évi gyűjtés után, befejezte; a sajtó alá rendezéssel Samuil Vulcan váradi görögkatolikus püspök elsősorban Cornelit bízta meg, ki ez okból hosszasabban tartózkodott Budán. A műnek főszerkesztője Petru Maior volt.

## Munkái
- Congestarum e variis auctoribus de variis materiis scribentibus phrasium, 2 volume, Blaj 1781
- Historia ecclesiastica novi testamenti, 2 volume, Viena 1783
- Odă dedicată episcopului Ignatie Darabant, 1799
- Corespundientiele lui Corneli, S.Klein, Sinkai etc. in causa vocabulariului romanu şi a ortografiei romane cu litere latine, 5 fasciole: 1794-1829, 1853-1865
- Inclytum regiae typographiae officium, Oradea 1807
- Raportul ortografic, 1807
- Cuvântarea şi Vestirea, 1809 (traducere)
- Moderna orthographia nostra, 1815
- Lesicon românescu-lătinescu-ungurescu-nemţescu, Buda, 1825

Kéziratban maradt román nyelvtani munkái:
- Conspectus Ortographiae in describendo Dictionario Daco-Romano adhibendae quoad illa, in quibus facta concertatione con venimus;
- Reflexiones circa illa Ortographiae in conscribendo Dictionario Daco-Romano adhibendae puncta in quibus non convemus